# رمز الخطر

(الجمجمة والعظمتان المتقاطعتان)، رمز شائع للسموم وغيرها من مصادر الخطر المميت (الرسوم التوضيحية لمخاطر GHS).

رمز الخطر هو تصوير يمكن تمييزه مصمم من أجل التحذير من المواد أو الأماكن الخطرة. هذه الرموز تكون عادة متوافق عليها، وتقوم منظمات التقييس بتنظيم وإصدار القوانين الموافقة لهذه الرموز. رموز الخطر عادة ما تكون بأشكال وألوان مختلفة. وظيفة رمز الخطر أن يعطي انطباع أولي سهل التمييز عن مدى خطورة مادة ما.
تقوم عبارات المخاطر والوقاية بإعطاء معلومات إضافية حول كيفية التعامل مع هذه المواد. هذه العبارات تكون مرفقة عادة في صحيفة بيانات سلامة المادة.
في الدول التي تتبع الاتحاد الأوروبي فإن رموز الخطر وعبارات المخاطر والوقاية من المواد الخطرة متفق عليها حسب توصيات الاتحاد الأوروبي للمواد الخطرة.

## رموز الخطر
تصنف رموز الخطر إلى 3 مجموعات أساسية:
| النيران | النيران            | الصحة | الصحة   | الصحة | الصحة | البيئة | البيئة      |
| ------- | ------------------ | ----- | ------- | ----- | ----- | ------ | ----------- |
| E       | خطر الانفجار       | +T    | سام جدا |       |       | N      | ملوث للبيئة |
| +F      | سريع الاشتعال      | T     | سام     |       |       |        |             |
| F       | قابل للاشتعال      |       |         | C     | أكال  |        |             |
| O       | مؤكسد/مسبب للحرائق | Xn    | مؤذ     | Xi    | مهيج  |        |             |

عندما يكون هناك رمزان ينتميان لنفس العمود (الشاقولي) من الجدول، فإنه يستخدم الرمز الموجود في الأعلى. في مجموعة الصحة فإن الأمر مشابه، ويتم الأمر من اليمين إلى اليسار، مع استثناء أن رمز C يبقى بجوار T.
بالتالي فإن هناك عدد أعظمي من الرموز يمكن أن يوجد على ملصق مادة ما، (مثال: كرومات الكروم الثلاثي O, T, C, N)).

### شرح الرموز
في الجدول أدناه يوجد شرح للرموز مرتبة حسب ما ذكر بالأعلى:
| رمز الخطر     | اختصارات الأحرف | الشرح | أمثلة                                                                     |
| ------------- | --- | --- | ------------------------------------------------------------------------- |
| مادة متفجرة   | E (AR) مادة متفجرة (EN) Explosive (FR) Explosif (IT) Esplosivo (ES) Explosivo (PT) Explosivo | الخطر: يمكن أن تنفجر المواد تحت شروط معينة. المواد الموسومة بهذا الرمز تشمل F+ و F و O ، ولا ينبغي تكرار هذه الرموز. التصرف: تجنب تعريض المادة للصدمات أو الضربات أو الاحتكاك أو مصادر الإشارات والحرارة. | - نيتروغليسرين - حمض البكريك - ثلاثي نترو التولوين                        |
| سريع الاشتعال | +F (AR) سريع الاشتعال (EN) Extremely flammable (FR) Extrêmement inflammable (IT) Estremamente infiammabile (ES) Extremadamente inflamable (PT) Extremamente Inflamável                           | الخطر: مواد مشتعلة ذاتياً، مواد تشكل غازات سريعة الاشتعال، مواد حساسة للرطوبة. التصرف: تجنب تقريب المواد من مصادر الحرارة. تجنب تعريضها للرطوبة. | - هيدروجين - ميثان - أسيتلين - ثنائي إيثيل الإيثر                         |
| قابل للاشتعال | F (AR) قابل للاشتعال (EN) Highly flammable (FR) Facilement inflammable (IT) Facilmente infiammabile (ES) Fácilimente inflamable (PT) Facilmente Inflamável                                       | الخطر: مواد مشتعلة ذاتياً، مواد تشكل غازات سريعة الاشتعال، مواد حساسة للرطوبة. التصرف: تجنب تقريب المواد من مصادر الحرارة. تجنب تعريضها للرطوبة. | - إيثانول - أسيتون - بنزين (وقود)                                         |
| مؤكسد         | O (AR) مؤكسد (EN) Oxidizing (FR) Comburant (IT) Comburente (ES) Comburente (PT) Comburente | الخطر: مواد يمكن أن تسبب اشتعال المواد سهلة الاشتعال، أو أن تسبب الحرائق وبالتالي تصعب من مهمة إطفاء الحرائق. التصرف: تجنب أي تماس مع المواد سهلة الاشتعال. | - أكسجين - نترات البوتاسيوم - فوق أكسيد الهيدروجين                        |
| سام جدا       | +T (AR) سام جدا (EN) Very toxic (FR) Très toxique (IT) Molto tossico (ES) Muy tóxico (PT) Muito Tóxico                                                                                           | الخطر: له تأثيرات خطيرة على الصحة نتيجة التنفس أو الابتلاع أو التماس مع الجلد، يمكن أن تفضي إلى الموت. كمية أقل من 25 مغ لكل كيلوغرام من وزن الجسم يمكن أن تفضي إلى الموت. المواد الموسومة بهذا الرمز تشمل الرموز Xn ،Xi و C ولا ينبغي تكرار هذه الرموز. التصرف: تجنب أي تماس مع الجسم، وفي حال حدوث أي توعك استشر الطبيب فورا. | - سيانيد الهيدروجين - أكسيد الزرنيخ الثلاثي - نيكونين                     |
| سام           | T (AR) سام (EN) Toxic (FR) Toxique (IT) Tossico (ES) Tóxico (PT) Tóxico | الخطر: له تأثيرات خطيرة على الصحة نتيجة التنفس أو الابتلاع أو التماس مع الجلد، يمكن أن تفضي إلى الموت. كمية من 25 إلى 200مغ لكل كيلوغرام من وزن الجسم يمكن أن تفضي إلى الموت. المواد الموسومة بهذا الرمز تشمل الرموز Xn ،Xi و C ولا ينبغي تكرار هذه الرموز. يمكن الإشارة إلى الرمز C بجوار T في حال التعامل مع المواد المسرطنة أو المطفرة أو المسببة للتشوه الولادي. التصرف: تجنب أي تماس مع الجسم، وفي حال حدوث أي توعك استشر الطبيب فورا. | - كلوريد الباريوم - أكسيد الرصاص الرباعي - ميثانول                        |
| مادة مؤذية    | Xn (AR) مادة مؤذية (EN) Harmful (FR) Nocif (IT) Nocivo (ES) Nocivo (PT) Nocivo | الخطر: تسبب هذه المادة ضررا للصحة في حال دخولها للجسم. التصرف: تجنب التماس مع الجسم البشري وكذلك استنشاق أبخرة المادة. في حال حدوث أي توعك استشر الطبيب فورا. المواد الموسومة بهذا الرمز تشمل الرمز Xi ولا ينبغي تكرار هذه الرموز. | - أسيتالدهيد - ثنائي كلورو الميثان - كلورات البوتاسيوم - كافيين           |
| مادة أكالة    | C (AR) مادة أكالة (EN) Corrosive (FR) Corrosif (IT) Corrosivo (ES) Corrosivo (PT) Corrosivo | الخطر: يؤدي تماس الأنسجة الحية والكثير من المواد الأخرى إلى تخربها. المواد الموسومة بهذا الرمز تشمل الرموز Xn و Xi ولا ينبغي تكرار هذه الرموز. التصرف: تجنب تماس هذه المواد مع الجلد والعين والملابس. تجنب استنشاق أبخرة هذه المواد. | - حمض الفوسفوريك - حمض هيدروكلوريك - حمض هيدروفلوريك - هيدروكسيد الصوديوم |
| مادة مهيجة    | Xi (AR) مادة مهيجة (EN) Irritant (FR) Irritant (IT) Irritante (ES) Irritante (PT) Irritante | الخطر: مواد لها تأثير مهيج للجلد والعيون والمجاري التنفسية; يمكن أن تسبب الالتهابات. التصرف: تجنب تماس هذه المواد مع الجلد والعين. تجنب استنشاق أبخرة هذه المواد. | - كلوريد الكالسيوم - كربونات الصوديوم - حمض الفوماريك                     |
| مادة ملوثة    | N (AR) مادة ملوثة (EN) Dangerous for the environment (FR) Dangereux pour l'environnement (IT) Pericoloso per l'ambiente (ES) Peligroso para el medio ambiente (PT) Perigoso para o meio ambiente | الخطر: يؤدي إلقاء هذه المواد في المحيط إلى حدوث تلوث في النظام البيئي. التصرف: تجنب إلقاء هذه المواد في الوسط المحيط وفي قنوات التصريف. اتبع إجراءات التخلص من المواد حسب الأصول! | - ثنائي كرومات الأمونيوم - كبريتات النحاس - لندان                         |

## معرض صور